# Най-добър град за живеене в България
Най-добър град за живеене в България" е  Сливен това е инициатива на Дарик радио. Инициативата има за цел да избере най-добрия град за живеене в България. Според различни критерии - икономика, екология, образование, качество на живот, сигурност.

## История и регламент
За първи път класацията се провежда през 2007 година.
Провеждат се две класации – Читателска класация (на сайтовете на организаторите) и Крайно класиране (според определените критерии). През различните години критериите са различни. В читателската класация, потребителите не гласуват по критериите. Градът, събрал най-много точки, след обиколката на оценяващите по критериите получава приза. Наградата е табела, която се поставя на входовете на града-победител.

## Победители
| Година | Година | Крайно класиране                      | Крайно класиране(втори) | Читателска класация      | Читателска класация(втори) | Брой критерии | Участващи градове |
| ------ | ------ | ------------------------------------- | ----------------------- | ------------------------ | -------------------------- | ------------- | ----------------- |
|        | 2018   | Русе                                  |                         | Кюстендил                |                            |               |                   |
|        | 2017   | Бургас                                |                         | Бургас                   |                            |               |                   |
|        | 2016   | Стара Загора                          |                         | Бургас                   |                            |               |                   |
|        | 2015   | София                                 |                         | Варна                    |                            |               |                   |
|        | 2014   | София                                 |                         | Варна(42%)               | Бургас(35%)                | 32            | 27                |
|        | 2014   | София(213 т.)                         | Пловдив(207 т.)         | Русе(44 016 т.)          | Бургас(33 374 т.)          | 31            | 27                |
|        | 2013   | Бургас(40 т.) и Велико Търново(40 т.) |                         | Бургас(67 215 т.)        | Стара Загора(62 536 т.)    | 20            | 27                |
|        | 2012   | Бургас(66,5 т.)                       | София(64,5 т.)          | Бургас(387 270 т.)       | Стара Загора(286 686 т.)   | 29            | 27                |
|        | 2011   | София(60 т.)                          | Бургас(57 т.)           | Стара Загора(136 826 т.) | Бургас(120 301 т.)         | 28            | 27                |
|        | 2010   | Бургас(57 т.)                         | Варна(56 т.)            | Варна(52 936 т.)         | Благоевград(50 523 т.)     | 25            | 27                |
|        | 2009   | София(234 т.)                         | Варна(233 т.)           | Варна(5529 т.)           | Габрово(2503 т.)           | 32            | 44                |
|        | 2008   | Варна(276 т.)                         | Пловдив(252 т.)         | Варна(1826 т.)           | Плевен(1509 т.)            | 44            | 40                |
|        | 2007   | Варна(243 т.)                         | Пловдив(228 т.)         | Стара Загора(3429 т.)    | Русе(2693 т.)              | 52            | 25                |

## Допълнителни призове
От 2008 година се присъждат и допълнителни победители в различни категории:
2014 година:
- хайтек град – София
- специален приз на НДК – София
- бизнес град – Пловдив
- град на спорта – Бургас
- най-европейският български град – Русе
- най-красив град – Асеновград
- зелен град – Хисаря
- исторически град – Велико Търново
- най-добър град за живот на младите хора в България – Варна
- град герой – Харманли
- най-перспоктивен град – Стара Загора
- парти град – Приморско

2013 година:
- най-добър бизнес град – София
- най-добър град за културен живот – София
- най-красив град – Пловдив
- най-зелен град – Кюстендил
- най-перспективен град – Варна
- най-добър малък град – Аксаково
- най-бързорастящ град – Несебър
- най-добър български град извън пределите на страната – Цариброд (Димитровград, Сърбия)

2012 година:
- град с устойчиво инфраструктурно развитие – София
- арт град – Пловдив
- зелен град – Ловеч
- малък зелен град – Кочериново
- красив град – Трявна

2011 година:
- бизнес град – Стара Загора
- културен и красив град – Велико Търново
- зелен град – Шумен
- проспериращ град – Севлиево

2010 година:
- бизнес град – София
- красив град – Велико Търново
- зелен град – Смолян

2009 година:
- бизнес град – Бургас
- красив град – Русе
- зелен град – Габрово
- парти град – Каварна

2008 година:
- бизнес град – София
- културен град – Пловдив
- най-красив град – Велико Търново
- еко град – Тетевен

2007 година:
- арт и бизнес град – Шумен
- най-красив град – Пловдив
- зелен град – Велинград

## Любопитни факти
- Варна е единствения град, носил титлата в „Крайното класиране“ две поредни години.
- Варна е единствения град, носил титлата в „Читателската класация“ три поредни години.
- През 2012 г. Фондация „Безопасни улици от Валя“, която е създадена след поредното убито дете на пешеходна пътека и която впоследствие предизвика промени в законите и наредбите, касаещи безопасността на пешеходците, предложи на организаторите да добави и следните критерии:

-„Безопасност и възможности за пешеходците“ и
-„Безопасност и проходимост на улиците“.
Като причини бяха посочени:
1.	Международната кампания „Десетилетие на действия за безопасност в движението по пътищата 2011-2020 г.“
2.	За разлика от намаляващите смъртни случаи по междуградските пътища, в доста населени места тези инциденти се увеличават.
3.	Пътнотранспортните произшествия са номер 1, като причина за смъртта на млади хора между 10 и 24 г
4.	Близо 100 хил. българи за последното десетилетие са инвалидизирани в различна степен от катастрофи на пътя

## Критики
- По време на класацията за 2011 година, много от потребителите твърдят, че класацията е манипулирана, поради внезапното покачване на гласовете на Стара Загора и Бургас. Организаторите не дават никакъв коментар. В страницата на Бургас се изписва банер, с който се призовава да се гласува за точно този определен град, но в останалите страници на различните градове такъв банер няма. Това поражда по-големи съмнения за реалните резултати в класацията. Отново няма коментар от страна на организаторите.
- По време на различните издания на класациите, се зараждат спорове между градовете. Едни от най-горещите са Варна-Бургас, Варна-Пловдив и Бургас-Стара Загора.